# Puelches (localidad)
Puelches es una localidad argentina, cabecera del departamento Curacó, provincia de La Pampa. Su zona rural se extiende también sobre el departamento Lihuel Calel.

## Toponimia
Su nombre alude a los puelches, nombre de origen mapuche que se le ha dado a diversos grupos indígenas de la Pampa y la Patagonia, en especial a quienes se autodenominaban 'gününa küne.

## Ubicación
Según lo establecido por el Instituto Geográfico Nacional en la década de 1970 Puelches es el centro geográfico de la República Argentina, lo cual fue ratificado en 1978 por decreto del Poder Ejecutivo de la Nación y colocándose en el pueblo un monolito de hormigón con una placa de hierro en su centro. Puelches se encuentra  ubicado sobre la RP 15, la RP 107 y la RN 152, a 272 km de la capital provincial Santa Rosa, y a 893 km de Buenos Aires. Ubicada en el oriente del departamento Curacó, y al término de la cuenca Desaguadero-Salado, antes de concluir el curso del Río Colorado. Del norte viene el río Salado, llamado río Curacó  en el tramo final desde Puelches, población que aparte del río, tiene la presencia de tres lagunas características: Urre Lauquen, La Dulce y La Amarga, que  rodean al poblado.

## Población
Contó con 420 habitantes (Indec, 2010), lo que representó un incremento del 4,7% frente a los 401 habitantes (Indec, 2001) del censo anterior.
El censo nacional 2022 arrojó 526 habitantes y 372 viviendas.
| Gráfica de evolución demográfica de Puelches entre 1991 y 2022 |
|                                                                |
| Fuente: Censos nacionales del INDEC                            |

## Clima
El clima de la localidad de Puelches al igual que gran parte de la provincia de la Pampa es templado con cierta rigurosidad en los meses del invierno, siendo las amplitudes térmicas muy pronunciadas, típica de los climas continentales. Los veranos son cálidos con una temperatura máxima absoluta de 42,1 °C  para el periodo 1961-1970, una máxima  media anual de 23,6 °C y una temperatura mínima absoluta de -12,4 °C para el mismo periodo (1961-1970).

| Parámetros climáticos promedio de Puelches - Normales : 1961-1970 - Extremos : 1961-1970                           | Parámetros climáticos promedio de Puelches - Normales : 1961-1970 - Extremos : 1961-1970 | Parámetros climáticos promedio de Puelches - Normales : 1961-1970 - Extremos : 1961-1970 | Parámetros climáticos promedio de Puelches - Normales : 1961-1970 - Extremos : 1961-1970 | Parámetros climáticos promedio de Puelches - Normales : 1961-1970 - Extremos : 1961-1970 | Parámetros climáticos promedio de Puelches - Normales : 1961-1970 - Extremos : 1961-1970 | Parámetros climáticos promedio de Puelches - Normales : 1961-1970 - Extremos : 1961-1970 | Parámetros climáticos promedio de Puelches - Normales : 1961-1970 - Extremos : 1961-1970 | Parámetros climáticos promedio de Puelches - Normales : 1961-1970 - Extremos : 1961-1970 | Parámetros climáticos promedio de Puelches - Normales : 1961-1970 - Extremos : 1961-1970 | Parámetros climáticos promedio de Puelches - Normales : 1961-1970 - Extremos : 1961-1970 | Parámetros climáticos promedio de Puelches - Normales : 1961-1970 - Extremos : 1961-1970 | Parámetros climáticos promedio de Puelches - Normales : 1961-1970 - Extremos : 1961-1970 | Parámetros climáticos promedio de Puelches - Normales : 1961-1970 - Extremos : 1961-1970 |
| Mes | Ene.                                                                                     | Feb.                                                                                     | Mar.                                                                                     | Abr.                                                                                     | May.                                                                                     | Jun.                                                                                     | Jul.                                                                                     | Ago.                                                                                     | Sep.                                                                                     | Oct.                                                                                     | Nov.                                                                                     | Dic.                                                                                     | Anual                                                                                    |
| --- | ---------------------------------------------------------------------------------------- | ---------------------------------------------------------------------------------------- | ---------------------------------------------------------------------------------------- | ---------------------------------------------------------------------------------------- | ---------------------------------------------------------------------------------------- | ---------------------------------------------------------------------------------------- | ---------------------------------------------------------------------------------------- | ---------------------------------------------------------------------------------------- | ---------------------------------------------------------------------------------------- | ---------------------------------------------------------------------------------------- | ---------------------------------------------------------------------------------------- | ---------------------------------------------------------------------------------------- | ---------------------------------------------------------------------------------------- |
| Temp. máx. abs. (°C)                                                                                               | 41.3                                                                                     | 41.0                                                                                     | 37.9                                                                                     | 36.5                                                                                     | 28.5                                                                                     | 26.0                                                                                     | 26.3                                                                                     | 28.9                                                                                     | 36.0                                                                                     | 36.9                                                                                     | 42.1                                                                                     | 42.0                                                                                     | 42.1                                                                                     |
| Temp. máx. media (°C)                                                                                              | 32.6                                                                                     | 31.6                                                                                     | 28.2                                                                                     | 23.4                                                                                     | 19.1                                                                                     | 14.2                                                                                     | 14.2                                                                                     | 17.5                                                                                     | 19.7                                                                                     | 23.1                                                                                     | 28.1                                                                                     | 30.9                                                                                     | 23.6                                                                                     |
| Temp. media (°C)                                                                                                   | 24.4                                                                                     | 23.1                                                                                     | 20.0                                                                                     | 15.0                                                                                     | 10.6                                                                                     | 6.7                                                                                      | 6.6                                                                                      | 8.7                                                                                      | 11.8                                                                                     | 15.7                                                                                     | 20.2                                                                                     | 22.8                                                                                     | 15.5                                                                                     |
| Temp. mín. media (°C)                                                                                              | 15.6                                                                                     | 14.5                                                                                     | 11.7                                                                                     | 7.2                                                                                      | 3.9                                                                                      | 0.8                                                                                      | 0.5                                                                                      | 1.6                                                                                      | 4.3                                                                                      | 7.7                                                                                      | 11.7                                                                                     | 13.8                                                                                     | 7.8                                                                                      |
| Temp. mín. abs. (°C)                                                                                               | 4.8                                                                                      | 3.4                                                                                      | -1.6                                                                                     | -4.1                                                                                     | -9.0                                                                                     | -12.1                                                                                    | -12.4                                                                                    | -9.7                                                                                     | -8.6                                                                                     | -4.6                                                                                     | 0.9                                                                                      | 2.9                                                                                      | -12.4                                                                                    |
| Fuente: *Secretaría de Minería: estación meteorológica de Puelches - Datos Período 1961-1970.</ promedio 1961-1970 |                                                                                          |                                                                                          |                                                                                          |                                                                                          |                                                                                          |                                                                                          |                                                                                          |                                                                                          |                                                                                          |                                                                                          |                                                                                          |                                                                                          |                                                                                          |

## Historia
El territorio estaba escasamente poblado por etnias indígenas trashumantes cazadoras recolectoras desde al menos hace unos 6000 años.

Hasta el siglo XVIII estaba poblado por los Gününa këna, grupo norte de los Patagones cuyo territorio fue invadido en el siglo citado por los indígenas mapuche procedentes del centro-sur del actual Chile. De la mezcla en gran medida forzada por los mapuches con los Gününa këna surgió hacia el siglo XIX la etnia muy mapuchizada de los Puelches (gente del este, que era el nombre que antes los mapuches daban a los Gününa këna). Del nombre mapuche dado a los Gününa këna deriva entonces el nombre del actual departamento pampeano de Puelches.
- Hacia 1870 el Ejército Argentino vencía a los indígenas.
- 1876, el cacique Juan José Catriel  vivía con su gente en la región
- 1906, se crea el juzgado de paz y registro civil, con edificio propio desde 1983. La localidad cuenta con servicios de energía eléctrica y agua potable
- 1974, la comisión de fomento, luego municipalidad, tiene edificio
- 1975 se construye la posta sanitaria, que fue ampliando su infraestructura de servicios.
- 1986, pesca comercial en las lagunas La Dulce y La Amarga.

## Escenarios climáticos

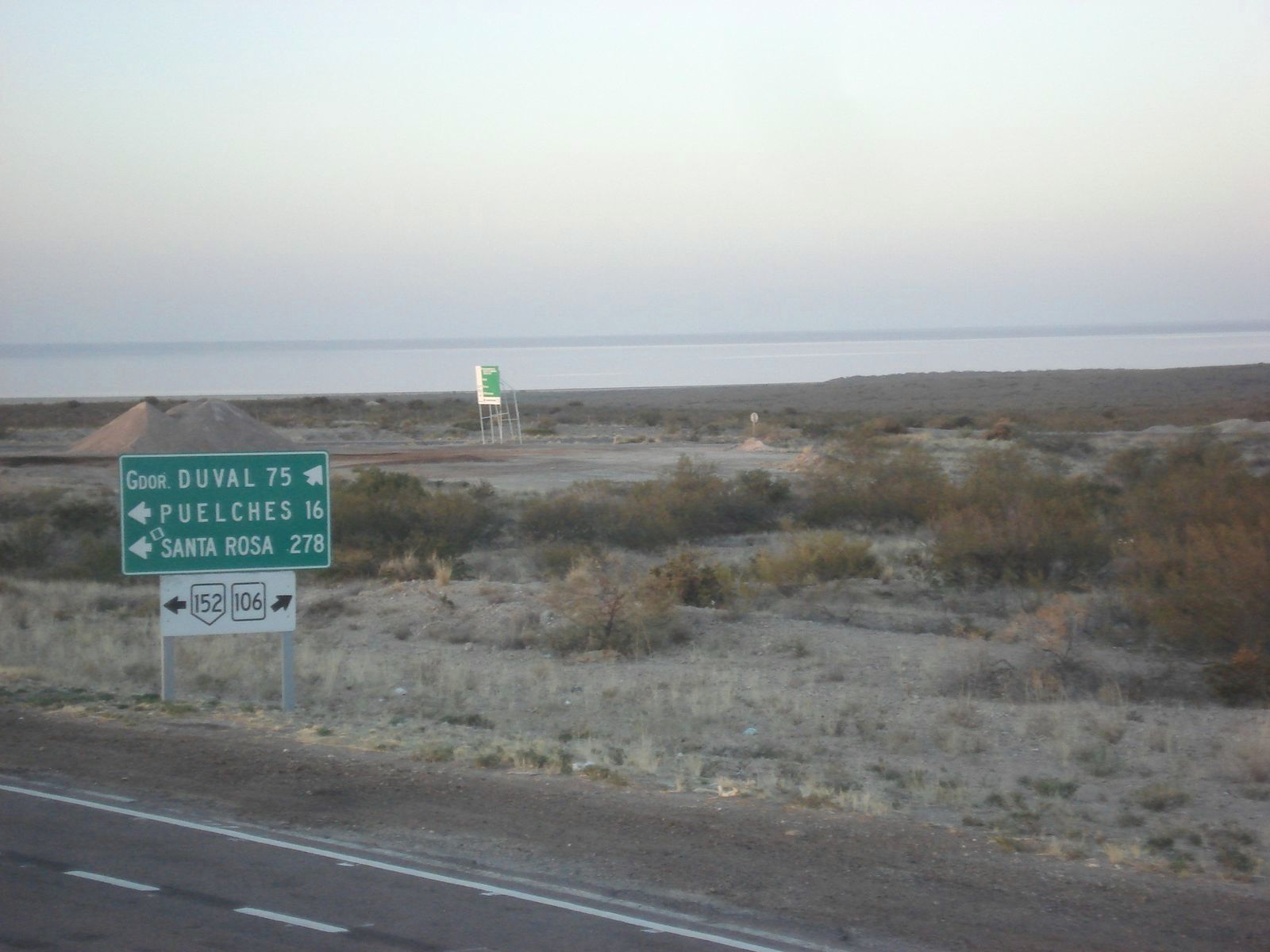
Vista de la laguna La Amarga a aproximadamente 15 km de Puelches.

En el «Hemiciclo seco "Provincia de La Pampa» de 1920 a 1973: en 1929 tuvo el minimorum de lluvias con 309 mm.
En el «Hemiciclo húmedo Florentino Ameghino» de 1870 a 1920, y de 1973 en adelante, en 1900: 1330 mm, y 1976 1207 mm.

## Personalidades
- Juan Carlos Bustriazo Ortiz, poeta, autor de «Elegías de la Piedra que Canta».
- Luciano Ángel Peralta, periodista, gerente periodístico de la agencia nacional de noticias Télam.